# Lerista neander
Lerista neander — вид сцинкоподібних ящірок родини сцинкових (Scincidae). Ендемік Австралії.

## Поширення і екологія
Lerista neander мешкають в посушливих внутрішніх районах Західної Австралії, зокрема в горах Офтальмія і Хамерслі, на південь від Мулугу. Вони живуть на кам'янистих схилах і рівнинах, серед чагарникових і спінніфексових заростях, в пухкому ґрунті під шаром опалого листя.